# Каминьский, Казимеж
Казимеж Каминьский (пол. Kazimierz Kamiński; 1 марта 1865, Варшава, Царство Польское, Российская империя — 9 сентября 1928, Варшава, Польская Республика) — польский актёр театра и кино, режиссёр. Представитель национальной реалистической школы театрального искусства. Считается одним из выдающихся польских актёров.

## Биография

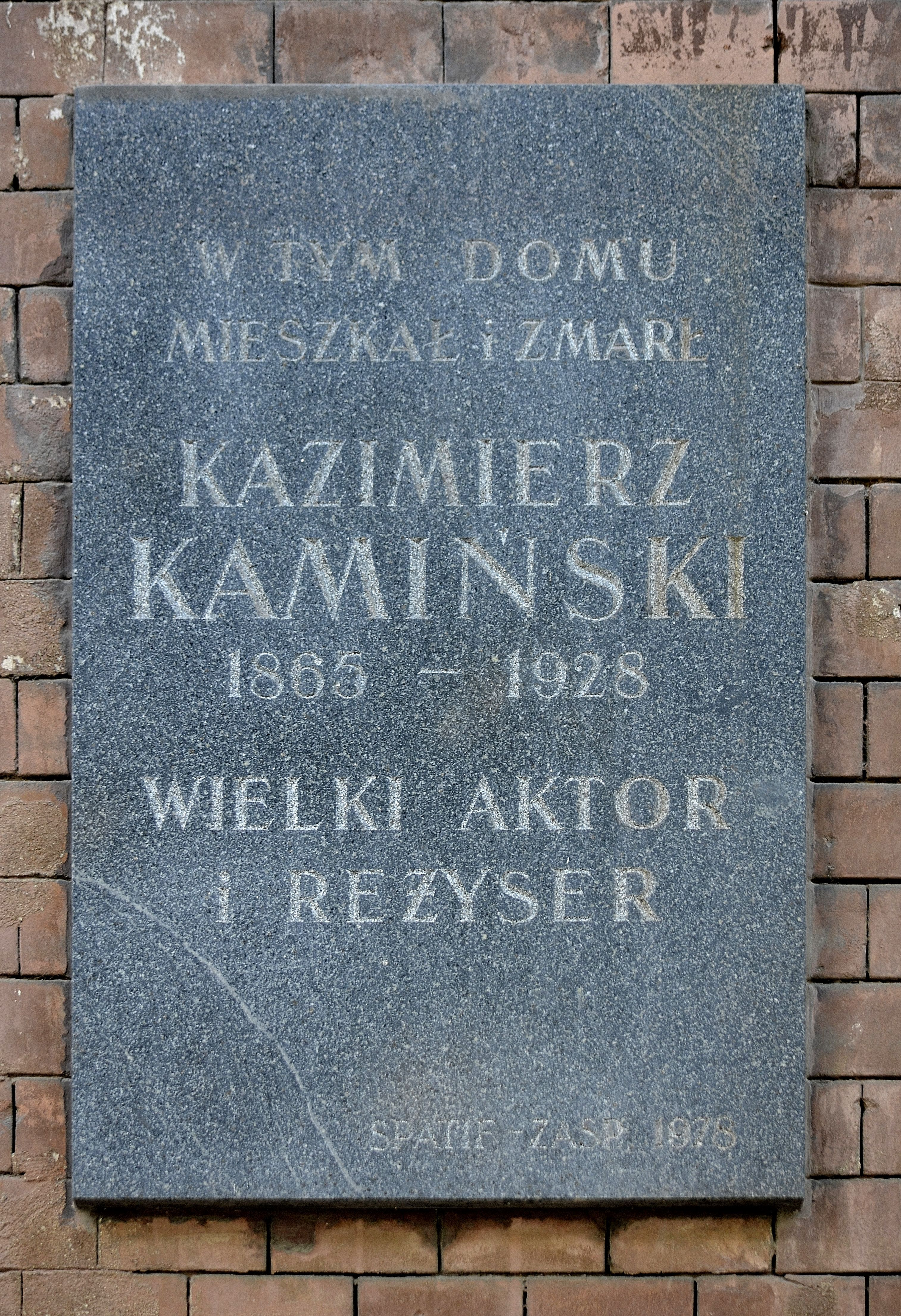
Мемориальная таблица в Варшаве

Родился в семье театрального швейцара. В 1884 году дебютировал на варшавской сцене, до 1891 года играл в провинциальных театрах Польши и России, в 1891 году — в Одессе, Санкт-Петербурге и Чикаго (1892).
В 1893‒1901 годах выступал в Кракове, в 1901‒1904 годах играл в Лемберге (Австро-Венгрия). Работал в театрах Варшавы : «Розмаитости» (Rozmaitości, 1918), «Театр Польски» (1923), «Театр Народовы» (1925, где был директором).
К. Каминьский ‒ один из представителей реализма в польском сценическом искусстве. Его творческой манере была присуща особая ироническая острота. Мастер сценического перевоплощения. Как актёр он отличался особым талантом и необычайным усердием в развитии ролей, из которых он создал настоящие шедевры сценического искусства, особенно в области психологической драмы.

## Награды
- Офицерский крест Ордена Возрождения Польши

## Избранные роли
- Станьчик («Свадьба» С. Выспяньского),
- Барон («На дне» М. Горького),
- Лакей («Опасный любовник» (фильм, 1912),
- Барон Нольский («Сбитые с пути» (фильм, 1913),
- Мистер Милберстон («Крик в ночи» (фильм, 19223) и др.

## Избранные режиссёрские работы
- «Сбитые с пути» (фильм, 1913),
- «Глупый Якуб» Т. Риттнера (1920),
- «Мазепа» Ю. Словацкого (1924),
- «Опасный любовник» (фильм, 1912),
- «Сбитые с пути» (фильм, 1913),
- «Пьетро Карузо» (короткометражный фильм)

Похоронен на кладбище Старые Повонзки.